# Parafia Podwyższenia Krzyża Świętego w Żuławie Wielkiej
Parafia Podwyższenia Krzyża Świętego i Niepokalanego Poczęcia NMP w Żuławie Wielkiej – parafia rzymskokatolicka, znajdująca się w archidiecezji gdańskiej, w dekanacie Pruszcz Gdański. Liczy ona około 500 mieszkańców. Parafia obejmuje miejscowości: Żuława, Rekcin, Żuławka, Jagatowo (poszczególne ulice), Świncz, Wojanowo, Będzieszyn. Parafia została połączona z kościołem w Wojanowie.